# Mkoani (Distrikt)
Mkoani ist ein Distrikt der Region Pemba Kusini in Tansania. Er liegt im Süden der Insel Pemba, sein Verwaltungszentrum ist die gleichnamige Stadt Mkoani. Der Distrikt grenzt im Norden an den Distrikt Chake-Chake und ist ansonst vom Indischen Ozean umgeben.

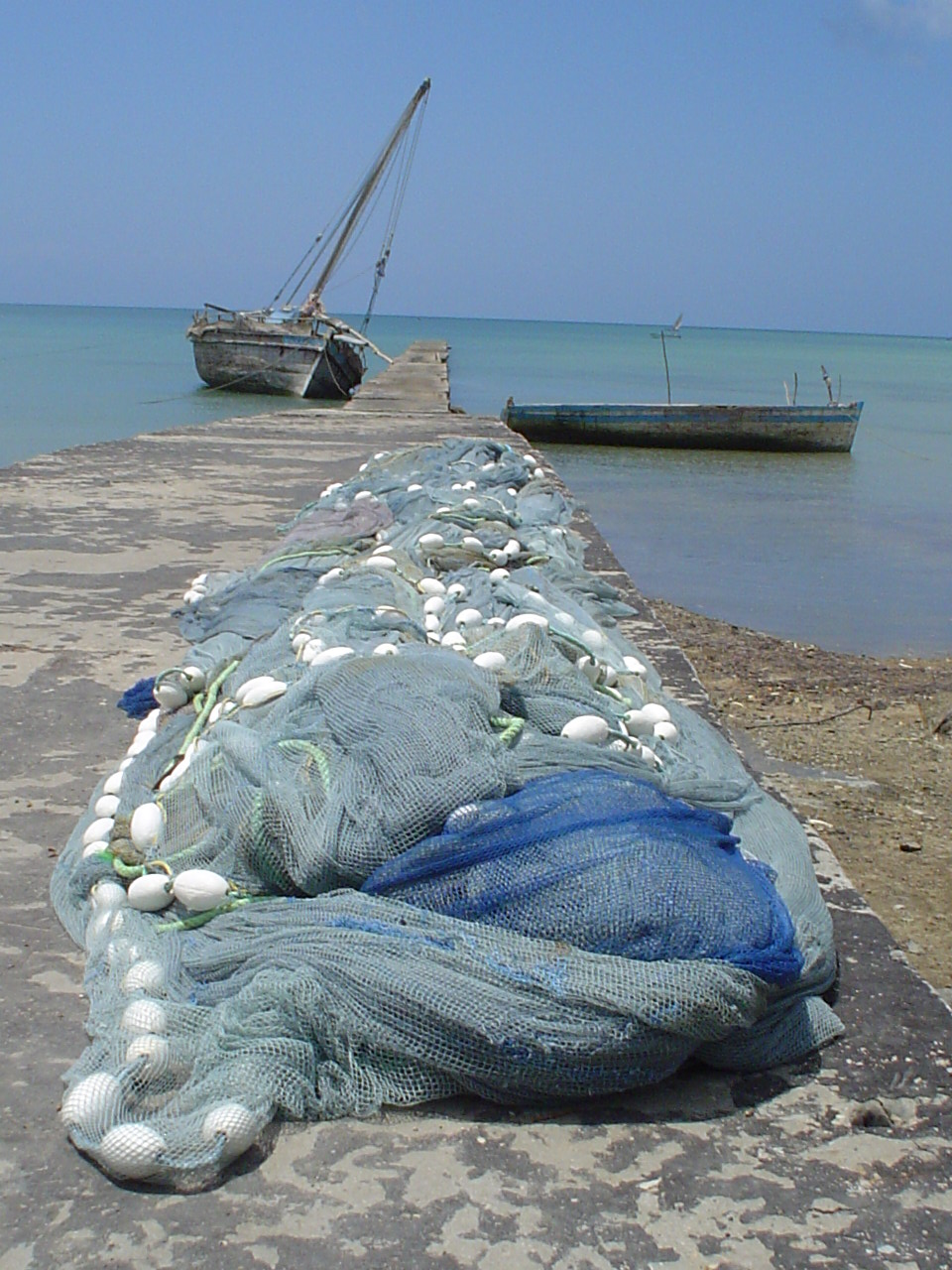
Das Hafenpier in Mkoani

## Geographie
Der Distrikt Mkoani hat eine Fläche von 256 Quadratkilometern und 135.052 Einwohner (Volkszählung 2022). Er umfasst den südlichsten Teil der Insel Pemba und die davor liegenden kleinen Inseln. Die größten davon sind Makoongwe, Kisiwapanza, Shaniani, Kwata und Matumbini. Das Land ist flach hügelig mit den höchsten Erhebungen knapp unter hundert Metern über dem Meeresspiegel.
Das Klima im Distrikt ist tropisch, Am nach der effektiven Klimaklassifikation. Die Niederschläge fast 2000 Millimetern fallen auf das ganze Jahr verteilt mit einer großen Spitze in den Monaten April/Mai und einer kleinen Spitze in November/Dezember. Die Durchschnittstemperatur liegt bei 26 Grad Celsius.

## Verwaltungsgliederung
Der Distrikt ist in vier Wahlkreise (Constituencies) und neun Gemeinden (Wards) gegliedert (Stand 2016):
| Wahlkreis | Gemeinde   | Anzahl Dörfer |
| --------- | ---------- | ------------- |
| Chambani  | Dodo       | 3             |
| Chambani  | Ngwachani  | 4             |
| Kiwani    | Kendwa     | 4             |
| Kiwani    | Kengeja    | 4             |
| Mkoani    | Chokocho   | 3             |
| Mkoani    | Michenzani | 5             |
| Mkoani    | Mkoani     | 5             |
| Mtambile  | Kangani    | 4             |
| Mtambile  | Mtambile   | 4             |

| Die Bevölkerungszahl stieg von 67.572 im Jahr 1988 auf 92.473 bei der Volkszählung 2002 und weiter auf 97.867 im Jahr 2012. Das bedeutet, dass die jährliche Wachstumsrate von über zwei Prozent auf fast ein halbes Prozent sank. Im Jahr 2012 sprach rund ein Viertel der Bevölkerung Swahili, über vierzig Prozent sprachen Swahili und Englisch, rund ein Drittel waren Analphabeten. Bei der Volkszählung 2022 lebten 135.052 Menschen in 23.229 Haushalten. | Hier fehlt eine Grafik, die leider im Moment aus technischen Gründen nicht angezeigt werden kann. Wir arbeiten daran! |

- Bildung: Im Distrikt gibt es 29 Vorschulen, 30 Grundschulen und 21 weiterführende Schulen (Stand 2016). Der Großteil der Schulen wird staatlich betrieben. Mehr als 95 Prozent der Schüler gehen zu Fuß in die Schule.[8]
- Gesundheit: Für die medizinische Betreuung der Bevölkerung sorgen 17 Gesundheitseinrichtungen.[9] Das Krankenhaus in der Stadt Mkoani wurde im Jahr 2016 erbaut und bietet 157 Betten in den Stationen Chirurgie, Hals-Nasen-Ohren-Heilkunde, Innere Medizin, Pädiatrie, Gynäkologie, Orthopädie, Psychiatrie,  Zahnmedizin und Physiotherapie.[10]
- Wasser: Rund achtzig Prozent der Bevölkerung haben Zugang zu sauberem Wasser im Umkreis von einem Kilometer.[11]
- Elektrizität: Im Jahr 2015 wurden rund fünfzehn Prozent der Haushalte mit elektrischem Strom versorgt.[12]

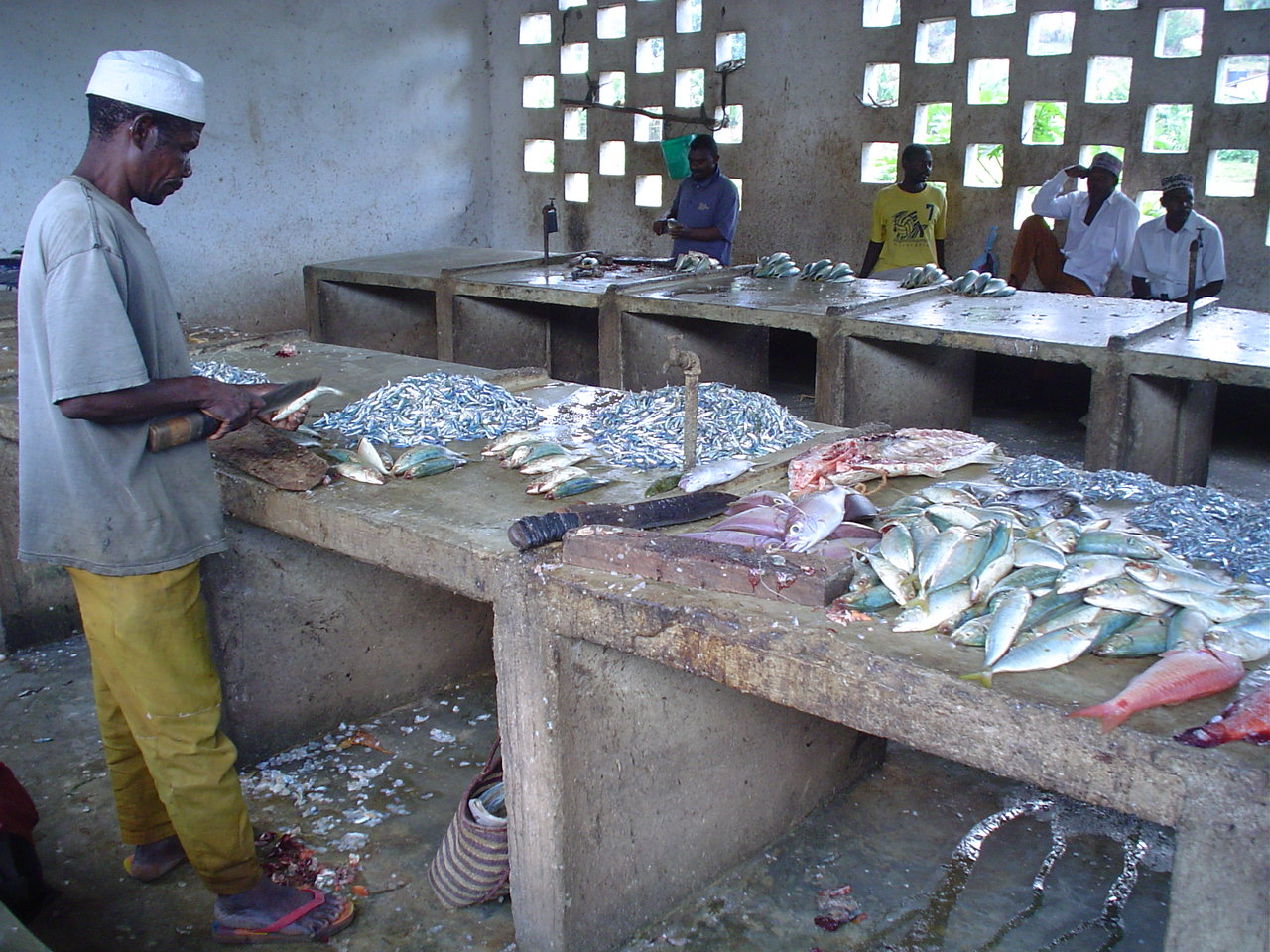
Auf dem Fischmarkt in Mkoani

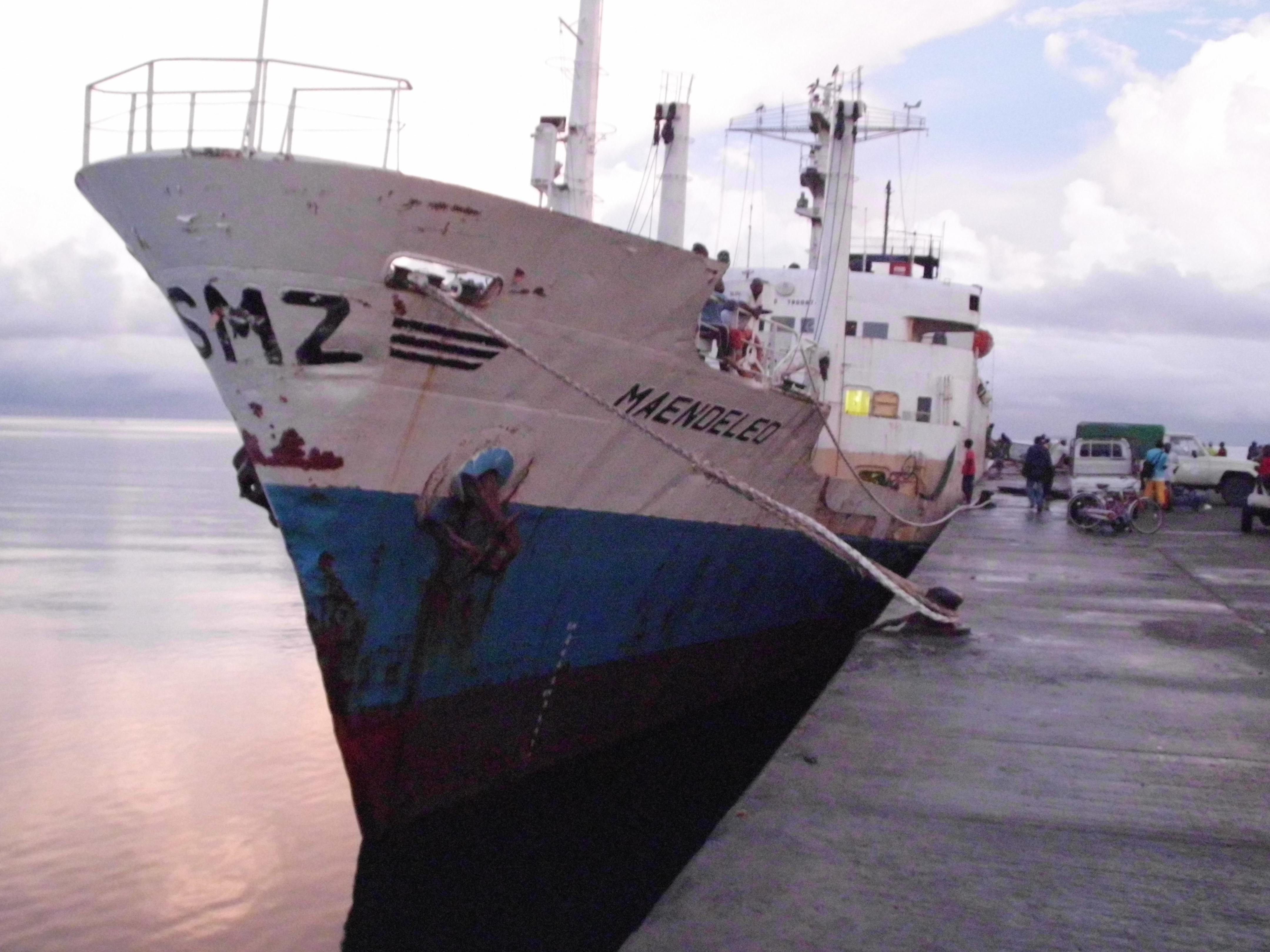
Der Hafen in Mkoani

## Wirtschaft und Infrastruktur
Die wirtschaftlichen Tätigkeiten im Distrikt umfassen Landwirtschaft, Fischerei, Bergbau, die Herstellung von Waren, Bau, Dienstleistungen und Handel.
- Landwirtschaft: Angebaut werden überwiegend Reis, Süßkartoffeln, Kokosnüsse, Bohnen, Bananen, Obst und Gemüse. An Haustieren wird hauptsächlich Geflügel gehalten, teilweise auch Rinder (Stand 2016).[14]
- Fischerei: Das Fischen ist eine wichtige wirtschaftliche Tätigkeit im Distrikt. Im Jahr 2015 wurden 4.200 Tonnen Fisch gefangen.[15]
- Hafen: Mkoani hat einen kleinen Hafen mit einem Liegeplatz für Schiffe mit einem maximalen Eigengewicht von 4000 Tonnen.[16] Es gibt eine Fährverbindung von Daressalam über Sansibar nach Mkoani.[17]
- Flughafen: Der nächste Flughafen Pemba befindet sich etwa 30 Kilometer nordöstlich von Mkoani.[18]

## Politik
Im Distrikt gibt es vier Wahlkreise, in denen drei verschiedene Wahlen durchgeführt werden:
- Wahl eines Vertreters für den Repräsentantenrat (Baraza la Uwakilishi), in dem Themen beschlossen werden, die Sansibar betreffen.
- Wahl eines Abgeordneten für die Nationalversammlung von Tansania.
- Wahl des Distrikt-Rates (District council), der für die lokalen Angelegenheiten des Distriktes zuständig ist.